# القراءة لذوي الاحتياجات الخاصة
أصبح مجال القراءة لذوي الاحتياجات الخاصة موضع اهتمام بسبب تحسن فهم القراءة. لم يكن هناك من يسعى لتعليم الأطفال من ذوي الاحتياجات الخاصة القراءة منذ زمن بعيد بسبب وجهات النظر حول نموذج الاستعداد للقراءة. حيث يفترض هذا النموذج أنه يجب تعلم القراءة بطريقة متسلسلة هرمية أي تعلم مهارة ما وإتقانها قبل الانتقال للمهارة التالية (على سبيل المثال:, ربما نتوقع من الطفل تعلم حروف الهجاء بطريقة صحيحة قبل أن يتعلم كيف يقرأ اسمه). وغالبًا ما يؤدي هذا النهج إلى تعلم مهارات فرعية مثل القراءة بطريقة تخرج عن السياق. وهذا الأسلوب في القراءة يمثل صعوبة على الأطفال لإتقان هذه المهارات المبكرة؛ وبالتالي لا يحرزون تقدمًا في تعلم القراءة والكتابة وفي الغالب يستمرون في تلقي تعليم لا يناسب أعمارهم (على سبيل المثال: التغني بحروف الهجاء).
وفي الفترة من أواسط سبعينيات القرن العشرين وحتى نهايته تحول النظام التعليمي ليستهدف المهارات الوظيفية التي تناسب المرحلة السنية لذوي الاحتياجات الخاصة. وأدى هذا إلى تعلم الكلمات التي نراها يوميًا وتعتبر ضرورية للمشاركة في المدرسة والمجتمع (على سبيل المثال: «خروج», «خطر», «سام», «سر»). وكان هذا النهج بمثابة تحسن للممارسات السابقة، لكنه وضع حدًا لمدى مهارات القراءة والكتابة التي يحتاج ذوو الاحتياجات الخاصة إلى تطويرها.
وهذا نموذج جديد لتنمية مهارة القراءة، خاصة تنمية القراءة المبكرة، يطلق عليه القراءة والكتابة للناشئة، وقد يُشار إليه في بعض الأحيان التعلم المبكر للقراءة والكتابة. يرى هذا النموذج أن الأطفال يتعلمون القراءة منذ مولدهم وأن تعلم القراءة هو عملية تفاعلية تقوم على تعريض الأطفال لأنشطة تعلم القراءة والكتابة. ويعتبر هذا النموذج الجديد الأطفال ممن لديهم إعاقات في النمو أو من ذوي الاحتياجات الخاصة لديهم القدرة على تعلم القراءة. ولاحظ أن هناك القليل من الأبحاث حول القراءة لذوي الاحتياجات الخاصة، لكن هذا المقال يحاول تقديم أحدث الحجج في هذا الموضوع.

## محو أمية القراءة والكتابة
يشير مصطلح محو الأمية إلى تعلم مهارات كل من القراءة والكتابة. الكتابة هي الرموز التي تمثل اللغة. القراءة هي العملية المعرفية لفك شفرة وفهم نظام الرموز المكتوبة. وهذه تعريفات شاملة وأساسية حيث أن تعريف هذه المصطلحات عادة ما يختلف اعتمادًا على النموذج أو النهج المستخدم.

## مناهج ونماذج القراءة
هناك العديد من مناهج ونماذج القراءة. ونتناول بعضها بالمناقشة أدناه.

### الرؤية المبسطة للقراءة
أول من وصف الرؤية المبسطة للقراءة في الأصل هما غوف وتونمر في 1986 ثم عدل هذه الرؤية هوفر وغوف في 1990. تشير هذه الرؤية المبسطة إلى أن الهدف النهائي للقراءة هو الفهم وحتى تصل للقراءة والفهم الجيد يجب أن تكون لديك القدرة على فك الشفرة (على سبيل المثال: القدرة على تفسير الرموز المكتوبة) والقدرة على الاستماع الجيد والفهم (على سبيل المثال: قدرتك على فهم اللغة المنطوقة). ويتنبأ هذا النموذج بأربع فئات من القراء. يعتبر القراء الذين لديهم مهارات ضعيفة في فك الشفرة لكن لديهم مهارة استماع جيدة ضِعافًا في فك الشفرة أو لديهم عسر قراءة. ويُشار إلى من لديهم ضعف في مهارات الاستيعاب السمعي على أنهم لديهم ضعف في الاستماع والفهم. ويعتبر القراء الذين يعانون من ضعف مهارات فك شفرة الحروف المكتوبة ومهارات الاستيعاب السمعي لديهم عُسر قراءة أو يُشار إليهم باعتبارهم قارئين يعانون من عُسر القراءة المعتاد. أما القارئ الذي يمتلك مهارات جيدة في فك الشفرة والاستيعاب السمعي فهذا هو القارئ النموذجي.

### النموذج الارتباطي لتنمية القراءة
تركز النماذج الارتباطية على نظام مترابط وتفاعلي للاقتران بين الكلمات المطبوعة (علم الإملاء) والكلمات/الأصوات المنطوقة (علم الصوتيات) ومعاني الكلمة (علم الدلالة). ويعتبر الجمع بين هذه الرموز الثلاثة (الهجاء والصوتيات والدلالة) ضروريًا للقراءة. يرى سيدنبيرج وماكليلاند أن القراءة تتضمن آلية واحدة (بما في ذلك قراءة الكلمات المعتادة والكلمات المميزة وما لا يعتبر كلمات). ويتيح تطوير توافقيات خبرات كلمات ذات المعنى وأصوات الهجاء للفرد تمثيل الدلالة والهجاء والصوت الواجب تعديله. ويعد وضع تصورات حول علوم الإملاء والصوتيات والدلالة عملية تفاعلية حيث يؤثر ويتأثر تطور مكون ما بالمكونات الأخرى.

### منهج المسار المزدوج
يشير منهج المسار المزدوج إلى وجود آليتين أو مسارين منفصلين يمكن استخدامهما في قراءة الكلمات. ويتم معالجة الكلمات التي تتبع قواعد التهجئة حسب الصوت (بما في ذلك الكلمات المنتظمة وما لا يعتبر كلمات التي تتبع قواعد الحرف-الصوت) من خلال المسار غير المعجمي. ويتبع المسار غير المعجمي نظام قواعد يحدد العلاقة بين الحروف والأصوات والأصوات التي تعالج الكلمات. وعلى العكس من ذلك فإن الكلمات الاستثنائية أو الشاذة لا تتبع قواعد الهجاء-الصوت وتتم معالجتها من خلال المسار المعجمي. ويمكن اعتبار المسار المعجمي كإجراء البحث في القاموس.;

### المنهج الكلي لتعلم اللغة
القراءة هي إجراء لغوي، وفي هذا المنهج استخدم البعض فلسفة اللغة ككل لتعليم القراءة. في أوائل تسعينيات القرن العشرين، كانت هناك حركة للمنهج الكلي لتعلم اللغة تُشجع المتعلمين على النظر لتعلم القراءة على أنه يشبه تعلم الكلام. وهذه الفلسفة تركز على تعلم مهارات اللغة والقراءة من خلال خبرات ذات مغزى بدلاً من التعلم باستخدام قاعدة الفصل عن السياق. وتشمل بعض المصطلحات الأخرى بهذا المنهج لتعلم القراءة التعلم القائم على محو الأمية والقراءة الاسترشادية.

## قائمة المراجع
1. ↑  van Kleeck A, Schuele CM (نوفمبر 2010). "Historical perspectives on literacy in early childhood". Am J Speech Lang Pathol. ج. 19 ع. 4: 341–55. DOI:10.1044/1058-0360(2010/09-0038). PMID:20581109.
2. 1 2  Elizabeth B. Keefe; Susan R., PhD. Glaser; Susan Copeland; Elizabeth B., PhD. Keefe (2007). Effective literacy instruction for students with moderate or severe disabilities. Paul H. Brookes Publishing. ISBN:1-55766-837-X. OCLC:77011619.{{استشهاد بكتاب}}:  صيانة الاستشهاد: أسماء متعددة: قائمة المؤلفين (link)
3. ↑  Browder، D.؛ Flowers، C.؛ Ahlgrim-Delzell، L.؛ Karvonen، M.؛ Spooner، F.؛ Algozzine، R. (2004). "The Alignment of Alternate Assessment Content with Academic and Functional Curricula". The Journal of Special Education. ج. 37 ع. 4: 211–223. DOI:10.1177/00224669040370040101. ISSN:0022-4669.
4. ↑  Brown، L.؛ Branston، M. B.؛ Hamre-Nietupski، S.؛ Pumpian، I.؛ Certo، N.؛ Gruenewald، L. (1979). "A Strategy for Developing Chronological-Age-Appropriate and Functional Curricular Content for Severely Handicapped Adolescents and Young Adults". The Journal of Special Education. ج. 13 ع. 1: 81–90. DOI:10.1177/002246697901300113. ISSN:0022-4669.
5. ↑  K.A. Erickson (2000). All children are ready to learn: An emergent versus readiness perspective in early literacy assessment. Seminars in Speech and Language.
6. ↑  D.A. Koppenhaver and K.A. Erickson (2003). Natural emergent literacy supports for preschoolers with autism and severe communication impairments. Topics in Language Disorders. مؤرشف من الأصل في 2017-03-13.
7. ↑  Gough، P. B.؛ Tunmer، W. E. (1986). "Decoding, Reading, and Reading Disability". Remedial and Special Education. ج. 7 ع. 1: 6–10. DOI:10.1177/074193258600700104. ISSN:0741-9325.
8. ↑  W.A. Hoover and P.B. Gough (1990). The Simple View of Reading (PDF). Reading and Writing: An Interdisciplinary Journal. مؤرشف من الأصل (PDF) في 4 مارس 2016. اطلع عليه بتاريخ أغسطس 2020. {{استشهاد بكتاب}}: تحقق من التاريخ في: |تاريخ الوصول= (مساعدة)
9. ↑  Kendeou P, Savage R, van den Broek P (يونيو 2009). "Revisiting the simple view of reading". Br J Educ Psychol. ج. 79 ع. Pt 2: 353–70. DOI:10.1348/978185408X369020. PMID:19091164.{{استشهاد بدورية محكمة}}:  صيانة الاستشهاد: أسماء متعددة: قائمة المؤلفين (link)
10. ↑  Catts HW, Hogan TP, Fey ME (2003). "Subgrouping poor readers on the basis of individual differences in reading-related abilities". J Learn Disabil. ج. 36 ع. 2: 151–64. DOI:10.1177/002221940303600208. PMID:15493430.{{استشهاد بدورية محكمة}}:  صيانة الاستشهاد: أسماء متعددة: قائمة المؤلفين (link)
11. ↑  Catts HW, Adlof SM, Weismer SE (أبريل 2006). "Language deficits in poor comprehenders: a case for the simple view of reading". J. Speech Lang. Hear. Res. ج. 49 ع. 2: 278–93. DOI:10.1044/1092-4388(2006/023). PMID:16671844.{{استشهاد بدورية محكمة}}:  صيانة الاستشهاد: أسماء متعددة: قائمة المؤلفين (link)
12. ↑  Seidenberg MS, McClelland JL (أكتوبر 1989). "A distributed, developmental model of word recognition and naming". Psychol Rev. ج. 96 ع. 4: 523–68. DOI:10.1037/0033-295X.96.4.523. PMID:2798649.
13. ↑  Bishop DV, Snowling MJ (نوفمبر 2004). "Developmental dyslexia and specific language impairment: same or different?". Psychol Bull. ج. 130 ع. 6: 858–86. DOI:10.1037/0033-2909.130.6.858. PMID:15535741.
14. ↑  Seidenberg MS (2007). "Connectionist models of reading". The Oxford handbook of psycholinguistics (PDF). Oxford [Oxfordshire]: Oxford University Press. ISBN:0-19-856897-5. OCLC:104836761. مؤرشف من الأصل (PDF) في 4 مارس 2016. اطلع عليه بتاريخ أغسطس 2020. {{استشهاد بكتاب}}: تحقق من التاريخ في: |تاريخ الوصول= (مساعدة) والوسيط غير المعروف |المحررين= تم تجاهله (مساعدة)
15. ↑  Coltheart، Max؛ Curtis، Brent؛ Atkins، Paul؛ Haller، Micheal (1993). "Models of reading aloud: Dual-route and parallel-distributed-processing approaches". Psychological Review. ج. 100 ع. 4: 589–608. DOI:10.1037/0033-295X.100.4.589. ISSN:0033-295X.
16. ↑  Schurz M, Sturm D, Richlan F, Kronbichler M, Ladurner G, Wimmer H (فبراير 2010). "A dual-route perspective on brain activation in response to visual words: evidence for a length by lexicality interaction in the visual word form area (VWFA)". Neuroimage. ج. 49 ع. 3: 2649–61. DOI:10.1016/j.neuroimage.2009.10.082. PMID:19896538.{{استشهاد بدورية محكمة}}:  صيانة الاستشهاد: أسماء متعددة: قائمة المؤلفين (link)
17. ↑  name="Coltheart, Curtis, 1993"
18. ↑  "How Should Reading be Taught? by K. Rayner, B.R. Foorman, C.A. Perfetti, D. Pesetsky, M.S. Seidenberg (2002)" (PDF). Scientific America inc. مؤرشف من الأصل (pdf) في 2017-04-20.
19. ↑  J.A. Norris (1992). Some Questions and Answers about Whole Language. American Journal of Speech Language Pathology.
20. ↑  Norris, Janet;  Hoffman, Paul R (1993). Whole language intervention for school-age children. San Diego, Calif.: Singular Pub. Group. ISBN:978-1-56593-070-4. OCLC:469305849.{{استشهاد بكتاب}}:  صيانة الاستشهاد: أسماء متعددة: قائمة المؤلفين (link)

## وصلات خارجية
- Special Reads for Special Needs, reading materials designed for children and young adults with Down's Syndrome, ADD, ADHD, FAS and other disabilities.
- Special Education Resources on the Internet SERI a collection of Internet accessible information resources of interest to those involved in the fields related to Special Education.
- SNOW designed to serve as a resource centre for teachers dealing with special needs students.
- Teaching children with special needs how to read to read
- Symbol World - On-line magazine using symbols for the reading impaired
- Various software for special needs &mdash; to increase reading comprehension
- Communication and language development
- Whole language approach
- Ontario Ministry of Education – Province-wide standards for special education - Ontario, Canada

Anderson, Mark, The WordPen Learning System, Spring 2004